# هاجیمه واتانابه (انیماتور)
هاجیمه واتانابه (انگلیسی: Hajime Watanabe؛ زادهٔ ۱ ژانویهٔ ۱۹۵۷) پویانما اهل ژاپن است.